# علویجه
علویجه شهری است که در بخش مهردشت شهرستان نجف‌آباد در استان اصفهان واقع شده‌است. جمعیت این شهر طبق آخرین سرشماری نفوس و مسکن که در سال 1395 شمسی انجام شد 8067 نفر است.
طبق آمار رسمی کشور، علویجه دومین شهر منطقه مهردشت پس از شهر دهق از لحاظ وسعت و جمعیت محسوب می‌شود.

## زبان و نژاد مردم
زبان مردم علویجه زبان فارسی است و در آن از لغات اصیل فارسی و لری و گاهی نیز کلمات ترکی استفاده می شودوشود و لهجه ای بسیار شبیه لهجه اصفهانی دارند. مردم علویجه غالبا از مهاجران اطراف اصفهان ، زنجان و خرم آباد هستند که به علت آب کافی ای که در زمان های گذشته داشته است به آنجا مهاجرت کرده اند.اما امروزه به دلیل استفاده نادرست از آب بسیار خشک و کم آب شده است.